# Daniel Garnero
Daniel Oscar Garnero (* 1. April 1969 in Lomas de Zamora) ist ein ehemaliger argentinischer Fußballspieler und -trainer. Der Mittelfeldspieler gewann zwei Mal die Supercopa Sudamericana und einmal die argentinische Meisterschaft. Als Trainer gewann er acht Mal die paraguayische Meisterschaft.

## Karriere

### Spieler
Daniel Garnero begann seine Karriere 1991 beim CA Independiente und spielte für das Team einen Großteil seiner aktiven Laufbahn. Mit seiner Rückennummer 10 trat er in die großen Fußstapfen der Vereinslegende Ricardo Bochini, die vier Mal die Copa Libertadores gewonnen hatte. Garnero wurde mit Independiente ein Mal argentinischer Meister und gewann die internationalen Titel der Supercopa Sudamericana in den Jahren 1994 und 1995 sowie die Recopa Sudamericana 1995. Kurze Stationen hatte er in Chile bei Universidad Católica 1996 und in Mexiko bei den Toros Neza 2000. Seine Karriere beendete Garnero 2001 bei Independiente.

### Nationalmannschaft
Sein einziges Länderspiel für die Nationalmannschaft bestritt Garnero im Februar 1995 beim Freundschaftsspiel gegen Bulgarien, als er für Marcelo Gallardo eingewechselt wurde.

### Trainer
Nach seinem Karriereende als Spieler wurde Garnero Assistenztrainer von Jorge Burruchaga bei Arsenal de Sarandí. Er hatte außerdem Trainerpositionen bei Estudiantes de La Plata und CA Independiente inne. Im Juli 2008 wurde er als Nachfolger von Gustavo Alfaro zum Cheftrainer von Arsenal de Sarandí ernannt und im April 2009 entlassen. Im Mai 2010 wurde er als neuer Trainer von Independiente vorgestellt. Der ehemalige Spieler der Diablos Rojos ersetzte Américo Gallego, der den Klub wenige Tage zuvor verlassen hatte. Im September 2010, nach nur vier Monaten, trennten sich Independiente und Daniel Garnero einvernehmlich.
Später trainierte er San Martín SJ, CA Banfield und Independiente Rivadavia, bevor er nach Paraguay wechselte, wo er Sol de América, Guaraní, Olimpia und Libertad betreute. Bei den letzten drei Klubs gelangen ihm acht Meisterschaften, davon bei Olimpia vier in Folge. Schließlich wurde er Cheftrainer der paraguayischen Nationalmannschaft, bis er nach dem sieglosen Ausscheiden in der Gruppenphase der Copa América 2024 entlassen wurde. Im August 2024 kehrte er zu Libertad zurück, wurde jedoch nach einer Serie von schlechten Ergebnissen im Oktober desselben Jahres wieder entlassen.

## Erfolge

### Spieler
CA Independiente
- Argentinischer Meister: 1993/94
- Supercopa Sudamericana: 1994, 1995
- Recopa-Sudamericana-Sieger: 1995

### Trainer
Guaraní
- Paraguayischer Meister: 2016-C

Olimpia
- Paraguayischer Meister: 2018-A, 2018-C, 2019-A, 2019-C

Libertad
- Paraguayischer Meister: 2021-A, 2022-A, 2023-A